# Diego Poyet
Diego Poyet González (ur. 8 kwietnia 1995 w Saragossie) – urugwajski piłkarz występujący na pozycji pomocnika, obecnie bez klubu. W swojej karierze grał w takich zespołach jak Charlton Athletic, West Ham United, Huddersfield Town oraz Milton Keynes Dons. Młodzieżowy reprezentant Anglii oraz Urugwaju.

## Kariera klubowa

### Charlton Athletic
Poyet rozpoczął karierę w młodzieżowej akademii stołecznego Charltonu Athletic. W maju 2013 roku podpisał z klubem swój pierwszy profesjonalny kontrakt.
21 stycznia 2014 roku Poyet zadebiutował w barwach Charltonu podczas wygranego 3:0 spotkania 3. rundy Pucharu Anglii z Oxford United, zastępując w 81. minucie Dale'a Stephensa. 1 lutego tego samego roku rozegrał swój pierwszy mecz ligowy, podczas którego jego klub przegrał 1:2 z Wigan Athletic. Po tym spotkaniu, ówczesny menadżer Charltonu Chris Powell przyznał, że spodziewa, iż w niedługim czasie Poyet będzie występował coraz częściej.
Mimo że Poyet zaczął grać regularnie dopiero w lutym i do maja wystąpił w zaledwie 20 meczach, po zakończeniu rozgrywek otrzymał nagrodę dla najlepszego gracza Charltonu w sezonie 2013/14.
26 czerwca 2014 roku Charlton poinformował, że Poyet odrzucił możliwość przedłużenia wygasającej 1 lipca umowy i będzie kontynuować swoją karierę w innym miejscu.

### West Ham United
8 lipca 2014 roku Poyet został zawodnikiem West Hamu United, z którym związał się czteroletnim kontraktem. Wcześniej West Ham i Charlton ustaliły kwestię wysokości należnej temu drugiemu klubowi rekompensaty. Zainteresowanie Poyetem wyrażał także Sunderland, jednak Gus Poyet, który pracował wówczas w tym klubie jako menadżer, bał się oskarżeń o nepotyzm, które mogłoby zburzyć spokój w szatni jego drużyny.
23 sierpnia tego samego roku Poyet zadebiutował w nowych barwach, zmieniając Mauro Zárate w 83. minucie wygranego 3:1 meczu z Crystal Palace. Cztery dni później po raz pierwszy wyszedł w podstawowym składzie West Hamu i rozegrał pełne 120 minut w zakończonym serią rzutów karnych spotkaniu 2. rundy Pucharu Ligi Angielskiej z Sheffield United. Sam Poyet wykorzystał swoją jedenastkę, jednak ostatecznie jego drużyna przegrała i odpadła z rozgrywek.
7 listopada 2014 roku drugoligowe Huddersfield Town oficjalnie ogłosiło, że pozyskało Poyeta na zasadzie miesięcznego wypożyczenia. Za pozyskaniem pomocnika stał ówczesny menadżer Huddersfield oraz jego były trener z czasów w Charltonie, Chris Powell. Dzień po finalizacji wypożyczenia, Poyet znalazł się na ławce rezerwowych i ostatecznie nie pojawił się na boisku podczas przegranego 1:3 meczu z Fulham. Pierwszy mecz w barwach klubu rozegrał 22 listopada, występując przez pełne 90 minut w zremisowanym 0:0 spotkaniu z Sheffield Wednesday. Zagrał także w następnym meczu z Boltonem Wanderers, a następnie nie znalazł się w składzie na wygrane 2:1 spotkanie z Brentford i po zakończeniu okresu wypożyczenia powrócił do West Hamu.

## Kariera reprezentacyjna

### Anglia
Poyet urodził się w Hiszpanii w urugwajskiej rodzinie, jednak dorastał w Anglii, gdyż w 1997 roku jego ojciec podpisał kontrakt z Chelsea. Dzięki temu był uprawniony do reprezentowania każdego z tych trzech państw. W styczniu 2010 roku przyznał, że czuje się Anglikiem, jednak nie odrzuca możliwości gry dla Urugwaju.
Poyet ma za sobą grę w reprezentacjach Anglii do lat 16 oraz do lat 17, a także znalazł się na obozie treningowym kadry do lat 19.
W sierpniu 2014 roku otrzymał powołanie do reprezentacji Anglii do lat 20 na spotkanie z Rumunią, które miało odbyć się 5 września, jednak przed samym spotkaniem został wycofany ze składu. Selekcjoner kadry Aidy Boothroyd stwierdził później, że "Diego nie podjął jeszcze decyzji czy chce reprezentować Urugwaj, czy nie, więc dopóki nie uporządkuje swoich myśli, zdecydowaliśmy, że zostawimy go z tym".

### Urugwaj
W lutym 2015 roku Urugwajska Federacja Piłki Nożnej ogłosiła zamiar powołania Poyeta na marcowe spotkania eliminacyjne młodzieżowych Mistrzostw Świata z Portugalią i Uzbekistanem. W marcu tego samego roku Poyet zadebiutował w reprezentacji Urugwaju do lat 20 zmieniając Mauro Arambarriego podczas zremisowanego 1:1 meczu z Francją.

## Życie osobiste
Poyet jest synem byłego reprezentanta Urugwaju Gusa Poyeta. Urodził się w 1995 roku w Saragossie, gdy jego ojciec występował w barwach miejscowego Realu Saragossa.
Dziadek Poyeta ze strony ojca, Washington Poyet, był kapitanem reprezentacji Urugwaju w koszykówce. Wujek Diego, Marcelo, także uprawiał ten sport na szczeblu zawodowym.

## Statystyki kariery
(aktualne na dzień 31 sierpnia 2016)
| Klub                      | Sezon              | Liga               | Liga  | Liga   | Puchar Anglii | Puchar Anglii | Puchar ligi | Puchar ligi | Europa | Europa | Suma  | Suma   |
| Klub                      | Sezon              | Liga               | Mecze | Bramki | Mecze         | Bramki        | Mecze       | Bramki      | Mecze  | Bramki | Mecze | Bramki |
| ------------------------- | ------------------ | ------------------ | ----- | ------ | ------------- | ------------- | ----------- | ----------- | ------ | ------ | ----- | ------ |
| Charlton Athletic         | 2013/14            | Championship       | 20    | 0      | 3             | 0             | 0           | 0           | –      | –      | 23    | 0      |
| West Ham United           | 2014/15            | Premier League     | 3     | 0      | 1             | 0             | 1           | 0           | –      | –      | 5     | 0      |
| Huddersfield Town (wyp.)  | 2014/15            | Championship       | 2     | 0      | 0             | 0             | 0           | 0           | –      | –      | 2     | 0      |
| West Ham United           | 2015/16            | Premier League     | 0     | 0      | 0             | 0             | 0           | 0           | 5      | 0      | 5     | 0      |
| Milton Keynes Dons (wyp.) | 2015/16            | Championship       | 18    | 0      | 0             | 0             | 2           | 0           | –      | –      | 20    | 0      |
| Charlton Athletic (wyp.)  | 2015/16            | Championship       | 6     | 0      | 1             | 0             | 0           | 0           | –      | –      | 7     | 0      |
| Ogólnie w karierze        | Ogólnie w karierze | Ogólnie w karierze | 47    | 0      | 5             | 0             | 3           | 0           | 5      | 0      | 60    | 0      |